# Thomasův konvertor

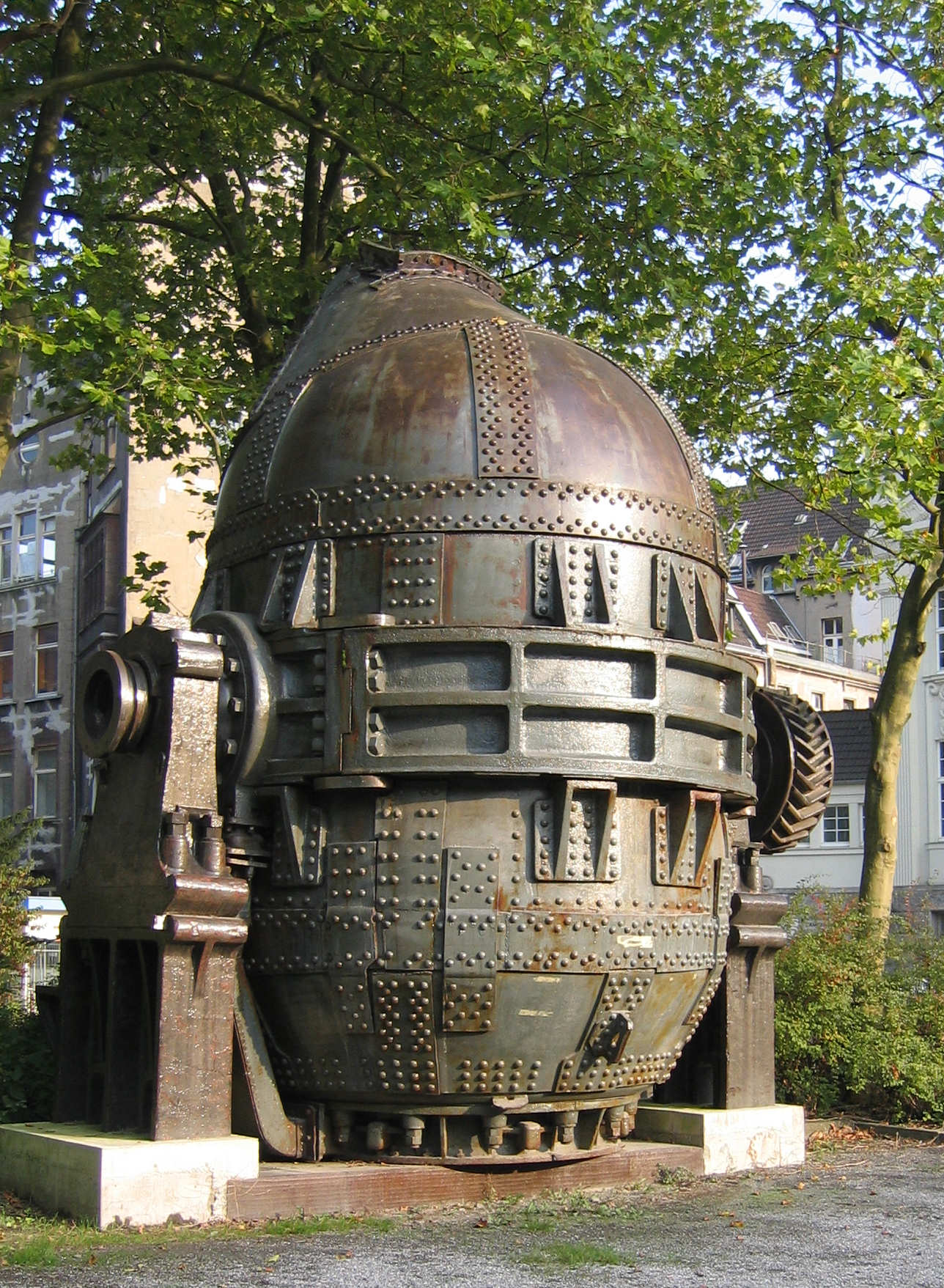
Thomasův konvertor (1954, Dortmund)

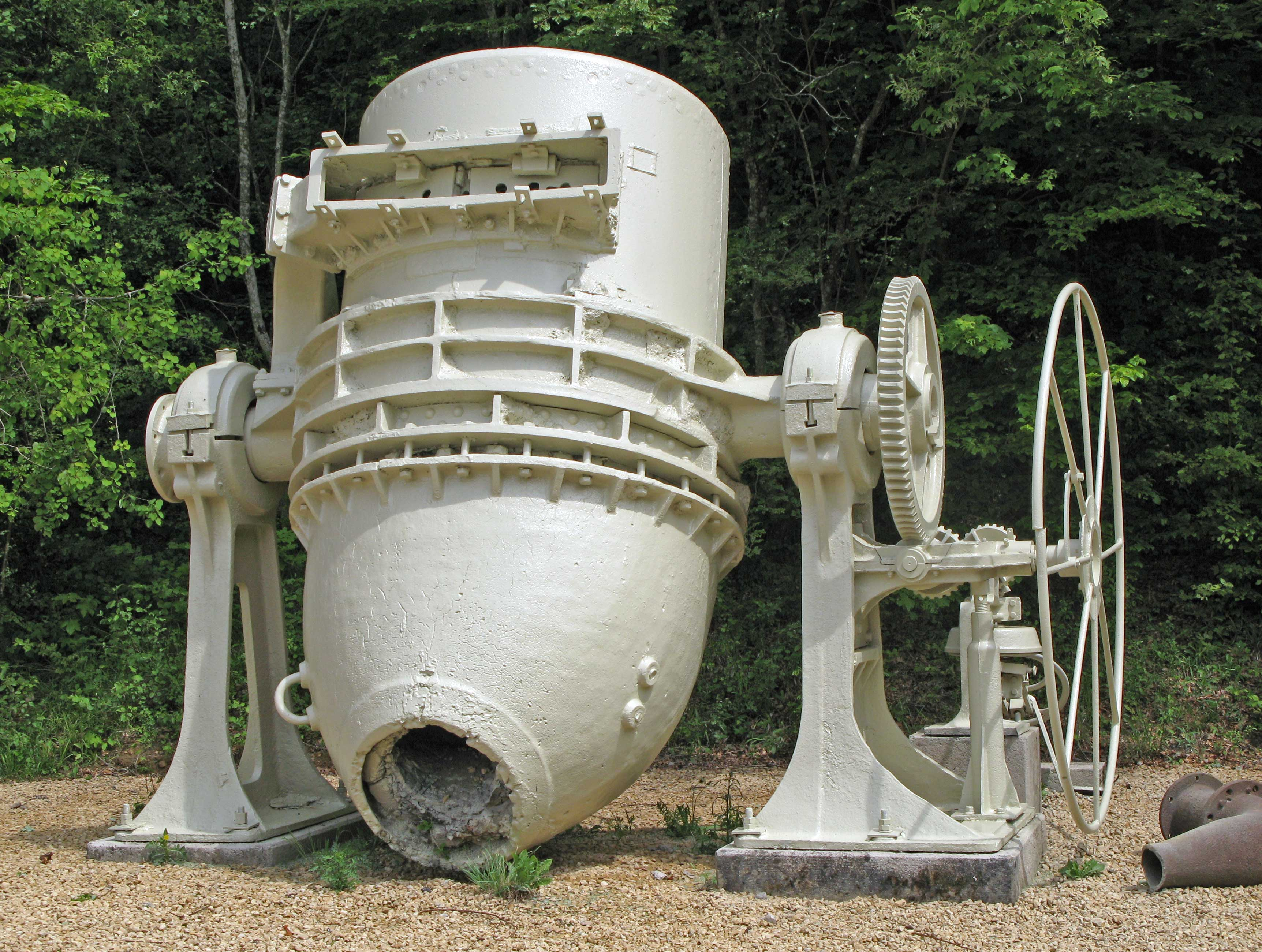
Thomasův konvertor (Lucemburk)

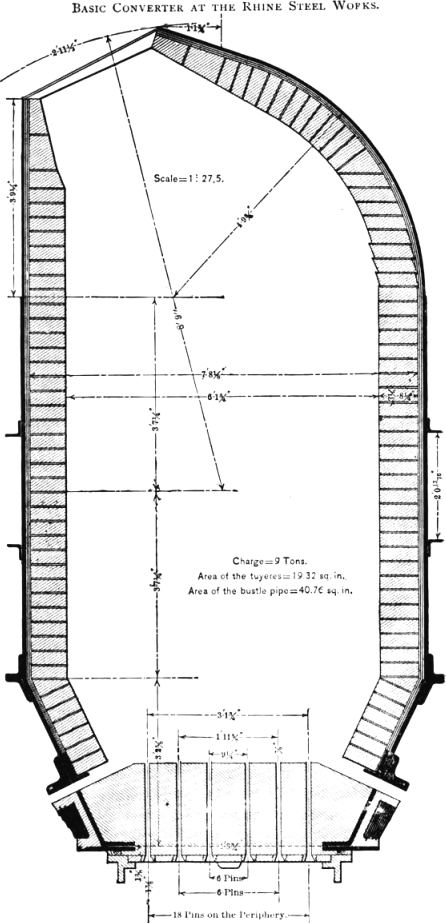
Řez konvertorem

Průběh čištění v Thomasově konvertoru

Thomasův konvertor je zařízení na výrobu oceli ze surového železa, které vzniklo vylepšením Bessemerova konvertoru. Konvertor vynalezli roku 1878 britští metalurgové Sidney Thomas (1850–1885) a Percy Carlyle Gilchrist (1851–1935), podle nichž se také nazývá.  

## Princip
Principem funkce je – tak jako u Bessemerova konvertoru, že se roztavené surové železo profukuje vzduchem, takže přebytečná část uhlíku v roztaveném železe shoří. Vzniklé teplo udrží taveninu v tekutém stavu. Hlavní změna spočívá v tom, že Thomasův konvertor má zásaditou vyzdívku, nejčastěji z dolomitu, která reaguje s fosforem v železe. Tím se použitelnost konvertorové výroby železa rozšířila i na rudy s větším obsahem fosforu, což je většina železných rud na evropském kontinentě. Rozemletá struska z Thomasových konvertorů byla jakožto Thomasova moučka cenné zemědělské hnojivo. 

## Popis
Konvertor je ocelová nádoba hruškovitého tvaru s otevřeným otvorem v horní části, která se dá sklápět kolem příčné osy. Byla nýtovaná nebo svařovaná, obvykle až 7–8 m vysoká a vážila kolem 60 tun. Vnitřek je pokryt vrstvou vyzdívky a ve dnu nádoby je mnoho malých otvorů, kterými se do taveniny vhání vzduch. Ten musí mít tak vysoký tlak, aby roztavený kov nepronikl do vzdušných otvorů.
Železná ruda a surové železo má obsahovat aspoň 1,7 % fosforu, jehož spalování je významným zdrojem tepla. Naopak obsah křemíku má být co nejnižší a do vsázky se přidává pálené vápno, které váže oxidy křemíku a fosforu. Cyklus probíhá tak, že se nádoba konvertoru uvede do svislé polohy, naplní tekutým surovým železem a začne profukovat vzduchem. Z horního otvoru konvertoru vychází oheň a kouř měnící se barvy a po 10-12 minutách je proces hotov. Nádoba se sklopí, její obsah vyleje do připravených forem nebo pánví a konvertor je připraven k dalšímu cyklu.

## Výhody a nevýhody
Bessemerův konvertor poprvé umožnil výrobu oceli ve větším množství (konvertorová ocel byla mnohem levnější a také homogennější než svářková ocel z dřívějších výrobních postupů), ale dal se používat převážně na švédské a americké rudy s malým obsahem fosforu. Thomasův vynález dovolil zpracovávat i německé, francouzské a české rudy, takže ocelářství se rychle rozšířilo po Evropě. Mezi nevýhody patřil větší obsah fosforu, který činil ocel křehčí, a při probublávání vzduchu se ocel také obohacovala atmosférickým dusíkem, který se při procesu uvolňoval. Postup prakticky nedovoloval legování oceli jinými kovy, které se muselo dělat až dodatečně.
Konvertory proto od konce 19. století nahradily nejprve Siemens-Martinovy pece a od poloviny 20. století rakouský výrobní postup LD, při němž se do konvertoru vhání kyslík.